# 1602 год в науке
В 1602 году произошли различные научные и технологические события, некоторые из которых представлены ниже.

## События
- Галилео Галилей начал исследование маятников (см. Галилеев спусковой механизм часов).
- Алхимик Винченцо Кашороло (Vincentio Casciorolo) впервые получил из барита сульфид бария[1].

## Публикации
- Английский математик Генри Бригс опубликовал свой первый труд: «Таблица для определения высоты полюса при известном магнитном склонении» (A Table to find the Height of the Pole, the Magnetical Declination being given).
- Феликс Платер начал издание трёхтомного учебника «Врачебное дело» (лат. Praxeos medicae opus) с подробной классификацией болезней по их симптомам[2].

## Родились
См. также: Категория:Родившиеся в 1602 году
- 18 марта — Жак де Билли, французский математик и астроном, учитель и друг Баше де Мезириака, решительный противник астрологии (умер в 1679 году).
- 2 мая — Афанасий Кирхер, немецкий учёный-универсал (умер в 1680 году).
- 8 августа — Жиль Роберваль, французский математик (умер в 1675 году).
- 20 ноября — Отто фон Герике, немецкий физик, прославившийся опытами с атмосферным давлением (умер в 1686 году).

## Скончались
См. также: Категория:Умершие в 1602 году
- 28 июля — Педер Сёренсен[англ.], датский физик, пропагандист идей Парацельса (род. в 1542 году).
- Ли Чжи, китайский философ (род. в 1527 году).